# Шевченко, Людмила Дмитриевна
Людмила Дмитриевна Шевченко (укр. Людмила Дмитрівна Шевченко, родилась 4 февраля 1970 года в Светлограде) — российская и украинская гандболистка, бронзовый призёр летних Олимпийских игр 2004 года в составе сборной Украины. Заслуженный мастер спорта Украины.

## Биография
Воспитанница советского гандбола, выступала за команду «Источник» из Ростова-на-Дону. В Югославии играла за «Будучност» из Подгорицы под руководством А.П.Панова. Позднее перешла в «Мотор» из Запорожья. Трижды выигрывала Кубок обладателей кубков.
В составе российской сборной Шевченко выступала на чемпионате Европы 1996 года в Дании (7-е место), на чемпионате мира 1997 года в Германии (4-е место), на чемпионате Европы 1998 года в Нидерландах (9-е место). На протяжении 10 лет она играла за сборную России, но при этом не прошла отбор в команду Евгения Трефилова.
Получила быстро украинское гражданство в 2003 году, выступила в составе украинской сборной на Олимпиаде в Афинах и завоевала там бронзовую медаль. По возвращении в Киев была удостоена роскошного приёма и награждена орденом княгини Ольги III степени: орден ей вручал лично Виктор Янукович.
Игровую карьеру Людмила Шевченко завершила в 2007 году из-за неудачной операции на колене. Вернулась в Ростов.
В настоящее время является спортивным преподавателем, преподаёт в ДЮСШ № 6 и средней школе № 100 г. Ростов-на-Дону. Выпускница Харьковского государственного института физической культуры. Замужем, есть сын.